# Christine Ollier
Pour les articles homonymes, voir Ollier.
Christine Ollier (née en 1963) est historienne de l’art et commissaire d’exposition d’art contemporain et de photographie. Spécialiste de stratégie et de développement culturel, elle intervient comme directrice artistique, chargée de projet et conseil.

## Biographie
Elle est diplômée de l’Institut universitaire de technologie de Paris V (communication et stratégies) et de l’École du Louvre (muséologie et art contemporain).
Après une carrière d’antiquaire, et de galeriste à New York (Galerie Turbulences), elle crée en 1992 Cadavre Exquis, une biennale d’art contemporain à Champigny-sur-Marne, tournée vers la création émergente.
En 1994, elle obtient un DESS de Politiques Territoriales.
En 1996, à la demande de l'industriel Stéphane Magnan, elle crée  la galerie Les filles du calvaire, à Paris ; la galerie présente des artistes (60 %  sont français) autour de trois axes : la peinture, la photographie et l’installation – notamment vidéo. De 1996 à 2016, elle en est la directrice artistique.
En 2001, en collaboration avec le critique d'art Emmanuel Hermange, elle conçoit le programme Cosa Mentale Paysage(s) consistant en une quarantaine d’expositions de photographies contemporaines, œuvres issues des collections publiques françaises ; les expositions se font à Paris, en Suisse, au Luxembourg et en Belgique, dans des de lieux privés et publics.
En 2002, elle imagine Paris-Brooklyn, échange culturel international entre Paris et d’autres capitales culturelles (Berlin, Rio, Tokyo, etc), aujourd’hui sous le parrainage de l’Institut Français.
En 2006, avec Magda Danysz, Éric Dupont, Patricia et Olivier Houg, Stéphane Magnan, et Vanessa Quang, elle co-fonde en parallèle de la FIAC la première foire « off » d’art contemporain à Paris : Show Off.
De 2017, elle conçoit et co-fonde dans le cadre d'une structure parapublique le projet culturel Le Champ des Impossibles, et en devient la directrice artistique jusqu'en 2024 ; ce projet implanté dans un territoire rural a permis d'ouvrir un centre d'art et de culture : Le Moulin Blanchard à Perche-en-Nocé dans l'Orne. Parallèlement, sous l'égide du Champ des Impossibles, elle crée en 2019 Le Parcours Art et Patrimoine en Perche regroupant une quinzaine de lieux patrimoniaux présentant des expositions d'art contemporain fédérées autour d'une thématique ;  ce festival a eu 5 éditions ( de 2019 à 2022 ), qui ont reçu une moyenne de 12 500 visites par événement.
En 2024, elle ouvre un autre lieu d'art contemporain dans le Perche : La Cour, à Bellême, qui présente des expositions et accueille des artistes en résidence.

## Expositions
Christine Ollier a été commissaire d’un grand nombre d’expositions monographiques et thématiques, tant dans le domaine de l’art contemporain que dans celui de la photographie.
Entre 2011 et 2013, elle assure le commissariat de Cosa Mentale Paysage(s), cycle d'expositions autour du renouvellement de la notion du paysage dans la photographie contemporaine. Elle publie à l’occasion un essai de synthèse sur 40 ans de photographie (Loco Éditions).

## Publications
- Rencontre Guillaume Zuili avec Christine Ollier : entretien de C. Ollier avec l'artiste, collection « Les carnets », Filigranes Éditions, 2021
- Rencontre Catherine Poncin avec Christine Ollier : entretien de C. Ollier avec l'artiste, collection « Les carnets », Filigranes Éditions, 2021
- SMITH - Christine Ollier : entretien de C.Ollier avec l'artiste, Éditions André Frère, 2017
- Rubrique : Histoire de la photographie par ceux qui la font, article : Les origines, in LAREVUE, Maison Européenne de la Photographie, no 1 printemps-été 2017
- Lontano, Corinne Mercadier, préface Michel Poivert, texte Christine Ollier, Catalogue d'exposition, abbaye de Jumièges, 2017
- Inventaire et perspectives d'une « commande perpétuelle » , texte de Christine Ollier, dans l'ouvrage collectif  État des lieux, croisement des regards sur le patrimoine, collection Ré-Inventaire no 1, Éditions Loco, Paris 2017
- Fragments, texte, in Édition Red Lebanese, limité à 200 ex., décembre 2016
- Le genre « paysage », quarante années de photographie contemporaine, La lettre de l'académie des Beaux-Arts, Paysages mis en œuvre, No 81 printemps 2016
- Cinquante années de photographie contemporaine, texte Christine Ollier dans ouvrage collectif : Une autre histoire de la photographie, les collections du Musée Français de la Photographie, Éditions Flammarion, Paris 2015
- Femina ou la réappropriation des modèles, semaine n° 03.15, Pavillon Vendôme CAC, Clichy
- L’invention d’une île, Thierry Fontaine, textes de Christine Ollier, Simon Njami, Loco Éditions, Paris, 2014
- Pavillon Vendôme : Dorothée Smith entre deux fantômes, Christine Ollier, dans l’Œil de la Photographie, 2014
- This Place Called Home, Matt Wilson, texte de Christine Ollier, Éditions Filigranes, Paris, 2014
- Paysage Cosa Mentale, le renouvellement de la notion de paysage à travers la photographie contemporaine, texte de Christine Ollier, préface Jean-Christophe Bailly, Loco Éditions, Paris, 2013.
- Mister G, Gilbert Garcin, textes : Christine Ollier, Yves Gerbal, Éditions Filigranes, Paris, 2009

## Distinctions
- Chevalier de l'ordre des Arts et des Lettres (2011)[8]
- Chevalier de l'ordre national du Mérite (2014)[9]
- Officier de l'ordre du Mérite en 2021